# 高崎市道高崎環状線
高崎市道高崎環状線（たかさきしどうたかさきかんじょうせん）は、群馬県高崎市上豊岡町から高崎市下之城町を結ぶ総延長11.080kmの市道である。高崎市による愛称は「環状線」である。⇒高崎市道路愛称名一覧
また、前橋方面に向かう高前バイパスとの交点を境に、西側を「北部環状線」と称される。

## 起点・終点
- 起点:上豊岡町（上豊岡町交差点、国道18号交点）
- 終点:下之城町（下之城交差点、国道17号交点）

## 交差する主な道路
- 国道18号 - 高崎市上豊岡町（上豊岡町交差点、起点）
- 国道406号 - 高崎市上豊岡町（上豊岡町北交差点）
- 群馬県道29号あら町下室田線 - 高崎市下小塙町（下小塙町交差点）
- 群馬県道28号高崎東吾妻線 - 高崎市下小鳥町（下小鳥町西交差点）
- 群馬県道25号高崎渋川線 - 高崎市下小鳥町（下小鳥町北交差点）
- 国道17号（高前バイパス） - 高崎市緑町（緑町交差点）
- 群馬県道12号前橋高崎線 - 高崎市貝沢町（貝沢町交差点）
- 群馬県道27号高崎駒形線（駒形線） - 高崎市上大類町（上大類町交差点）
- 群馬県道24号高崎伊勢崎線（伊勢崎街道） - 高崎市高関町（高関交番前交差点）
- 国道354号（東毛広域幹線道路） - 高崎市上中居町（上中居町北交差点）
- 国道17号（倉賀野バイパス） - 高崎市下之城町（下之城町交差点、終点）

## 概要
この道路と国道17号高崎バイパス、国道18号豊岡バイパスを合せて、高崎市の市街地を取り囲む環状線を形成しており、高崎市内に起終点がある放射道路を連絡、短絡する役目を担っている。沿線には日本初の卸商業団地である「高崎問屋町」がある他、多くの郊外型ロードサイドショップが並ぶ一方、全線片側二車線の道路ながら道幅が狭く、一部交差点では充分な幅の右折レーンが確保できないなどの問題もあるため、朝夕を中心に一部区間で渋滞も見られる。

## 歴史
- 1958年（昭和33年）
  - 市街地の交通集中の分散と新市街地骨格形成を目的に東五条線の都市計画決定。
- 1961年（昭和36年）
  - 国道17号・国道18号のバイパス機能を目的に北部環状線の都市計画決定。
- 1963年（昭和38年）
  - 東五条線と北部環状線が連担して事業着手。
- 1967年（昭和42年）
  - 通産省の流通機構構造改革の一環として日本初の卸商業団地「高崎問屋町」誕生。本道一部区間が問屋町内街路と一体で整備。
- 1970年（昭和45年）
  - 大八木町地内、貝沢町地内で一部供用開始。
- 1974年（昭和49年）
  - 上越線をオーバーパスする浜尻陸橋が完成。
- 1976年（昭和51年）
  - 東五条線と北部環状線をベースに、上豊岡町交差点を起点、下之城町交差点を終点とする本道の計画が最終決定。
- 1980年（昭和55年）
  - 烏川を越える環状大橋、信越本線をオーバーパスする上豊岡陸橋が完成し、上豊岡町起点から上大類交差点まで完成。
- 1995年（平成7年）
  - 最後の未整備区間である高関交番前交差点から上中居町北交差点までの区間で供用開始し全通。総事業費120億円、総延長11,110m。街路事業コンクール優秀賞受賞。